# Vár
Vár ist das ungarische Wort für ‚Burg‘ beziehungsweise ‚Burgviertel‘ und Namensbestandteil zahlreicher Städte in Ungarn und in dessen Nachbarländern.

## Geologische Aspekte
Geologisch stellen viele der Burgberge (ungarisch várhegy, Plural ungarisch várhegyek) markante Gesteinsformationen dar, die teilweise vulkanischen Ursprungs sind (Andesit sowie Basalt, als Härtlinge durch Erosion freigelegte Vulkanmassen). Weit verbreitet sind auch Anhöhen aus Kalkstein; manche der darin befindlichen Höhlen (zum Beispiel im Vértes-Gebirge) dienten der Bevölkerung früher als Schutz- und Lagerräume.

## Orte mit dem Namensbestandteil Vár (Auswahl)
Ungarn:

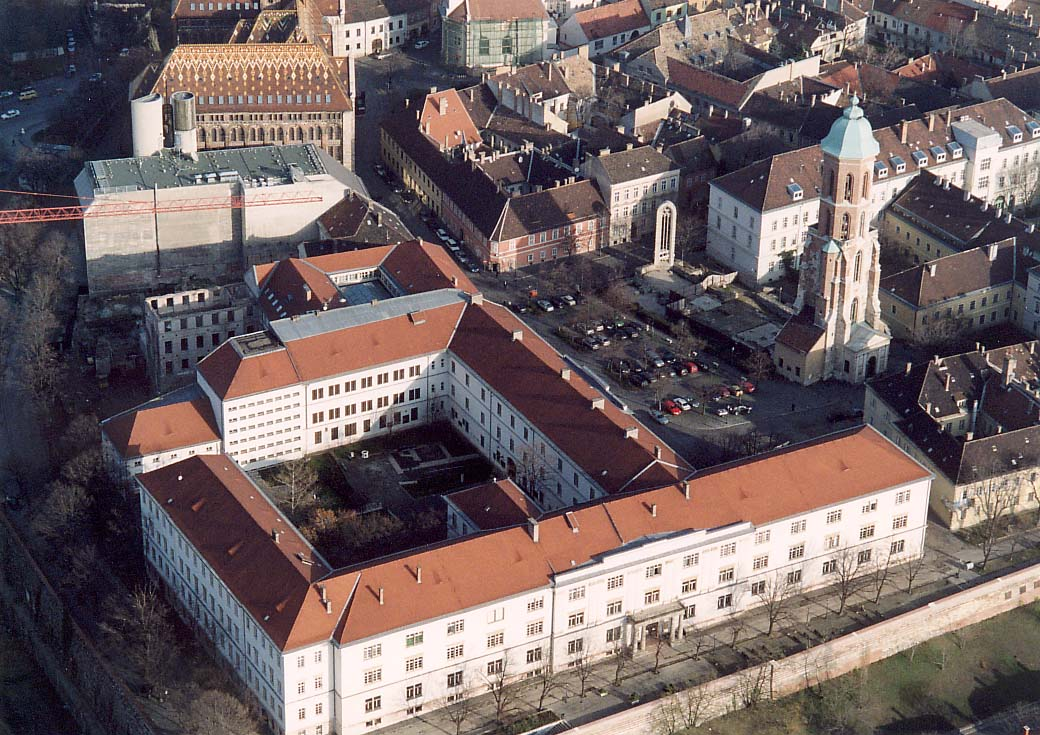
Luftaufnahme: Burgviertel von Buda (links unten außerhalb des Bildes die Donau).

- Vár wird insbesondere das Burgviertel in Ungarns Hauptstadt Budapest bezeichnet, das mit der Burg (ungarisch Budai vár) und der Matthiaskirche zu deren wichtigsten Sehenswürdigkeiten gehört.
- Csákvár (Vértes-Gebirge)
- Győrvár (im Komitat Vas in Westungarn)
- Jurisicsvár (Jurisicsburg)
- Kaposvár (vom Fluss Kapos umgebene Burg) zwischen Plattensee und Mecsek-Gebirge
- Kapuvár (Westungarn, bei Sopron)
- Mosonmagyaróvár, deutsch Wieselburg (im Nordwesten Ungarns, südlich von Pressburg)
- Oroszvár (Karlburg)
- Pécsvárad (mit Benediktinerabtei von 999 und Burgmuseum Vármúzeum)
- Sárvár (Westungarn)
- Székesfehérvár (deutsch Stuhlweißenburg, südwestlich von Budapest)
- Szigetvár
- Várpalota (Komitat Veszprém)
- Vasvár (lateinisch Castrum Ferreum, deutsch Eisenburg, an Grenze zum Burgenland)
- Zengővárkony (Mecsek-Gebirge)

sowie:
- Bjelovar
- Daruvar
- Varaždin
- Vukovar
- Vareš
- Temesvár (Timișoara, Rumänien)

## Burgen, historische Namen
- mittelalterliche Burgenkette an Ungarns Westgrenze (von Magyaróvár/Wieselburg nach Süden):
  - Oroszvár–Magyaróvár–Kapuvár–Sárvár (mittleres Westungarn)
  - Ikervár–Vasvár–Győrvár–Egervár (innerste Verteidigungslinie, Südwesten)
- Dombóvár–Gunaras (nach dem Burgherrn Pál Dombó) am Kapos-Ufer, Ruine beim Kurbad
- Váralja (Schlossgrund, mittelalterliche Burg), slaw. Podgrad und Dobra
- Várkör, Burgring in einigen Städten, zum Beispiel Kőszeg (Güns)
- Várszínház (Jurisics-Burg), Városház (Teil der Innenstadt, z. B. Mohács und Rathaus)

Davon abgeleitet sind auch historisch Gespanschaften (vármegye), die zum Teil aus der Zeit der Landnahme (um 896) stammen; umfassten ursprünglich das Siedlungsgebiet einzelner Stämme; die ungarische Bezeichnung ist eine Zusammensetzung aus ungarisch vár und dem slawischen Wort medja (Grenze, begrenzter Raum), also das zur Burg gehörige Gebiet; heutige Bezeichnung: Komitat